# Annely Ojastu
Annely Ojastu (10 de agosto de 1960) es una deportista estonia que compitió en atletismo adaptado. Ganó cuatro medallas en los Juegos Paralímpicos de Verano en los años 1992 y 1996.

## Palmarés internacional
| Juegos Paralímpicos | Juegos Paralímpicos      | Juegos Paralímpicos | Juegos Paralímpicos      |
| Año                 | Lugar                    | Medalla             | Prueba                   |
| ------------------- | ------------------------ | ------------------- | ------------------------ |
| 1992                | Barcelona (España)       | Medalla de plata    | 100 m TS4                |
| 1996                | Atlanta (Estados Unidos) | Medalla de oro      | 100 m T42-46             |
| 1996                | Atlanta (Estados Unidos) | Medalla de plata    | 200 m T42-46             |
| 1996                | Atlanta (Estados Unidos) | Medalla de plata    | Salto de longitud F42-46 |